# Mercado Municipal (Feira de Santana)
O Mercado Municipal de Feira de Santana é uma edificação inaugurada no ano de 1915, localizada na região central do município de Feira de Santana, município no interior do estado da Bahia.

## História
Feira de Santana sempre foi uma cidade mercantil em grande parte de sua história, sendo o "principal empório do sertão baiano", na encruzilhada do comércio de gado entre o árido interior da Bahia e a cidade de Salvador. A necessidade de uma feira municipal remonta ao século XIX, visto que a Praça João Pedreira funcionava como grande feira ao ar livre. O objetivo principal do edifício era organizar e higienizar o comércio de carne para a segurança dos trabalhadores e cidadãos. O município não tinha fundos para um prédio, mas decidiu por sua construção em 1901. Os empréstimos em 1906 e 1913 facilitaram o início e o fim da construção do mercado. Foi projetado pelo engenheiro Acciolly Ferreira da Silva.
O prédio foi inaugurado formalmente em 27 de março de 1915, e foi construído quase na mesma época que feiras similares da região em São Félix, Lençóis, Barra e Rio de Contas. Apesar de seu tamanho, o mercado logo ficou lotado para seu propósito original em meados do século 20, recebendo diversos comerciantes de "secos e molhados".
O Mercado Municipal foi transformado em feira de arte popular pelo município de Feira de Santana, com reabertura em 1980. Foi reformado novamente em 1989 para melhorar os pisos, telhados, banheiros, sistemas elétricos e de saneamento. Agora é cercado por densos mercados ao ar livre em três lados.

### Arquitetura
O Mercado Municipal foi construído em estilo eclético, combinando elementos neoclássicos e góticos. O mercado fica em frente a uma estreita praça pública na área central de Feira de Santana. O mercado tem uma planta baixa retangular, consiste em um único andar e cobre 2.562 metros quadrados (27.580 pés quadrados). Ele está alinhado com as ruas em todos os quatro lados, apenas estreitamente recuado da rua, e agora cercado por uma cerca de metal. Consiste em uma grande área central com acesso às quatro ruas ao redor do mercado. As quatro fachadas do edifício são divididas por pilastras que sustentam uma cornija. A cornija é equipada com uma grade de metal ornamentada ao longo do comprimento do edifício. Assim como o Mercado Municipal de São Félix, cada pilastra é encimada por uma jarra de cerâmica ornamental.
O mercado é rodeado por um conjunto de janelões de arcos altos e pontiagudos, que lembram as da Santa Casa de Misericórdia de Feira de Santana, construída em meados do século XIX. Existem doze janelas voltadas para a praça e os fundos do prédio, e dez nas laterais estreitas do prédio. O interior do mercado tem os seus pilares originais e dois painéis de azulejos do artista Juraci Dórea.

## Tombamento
Dada a sua importância econômica, histórica e arquitetônica para o município de Feira de Santana, no ano de 1994, o prédio passou pelo processo de tombamento histórico junto ao Instituto do Patrimônio Artístico e Cultural da Bahia (IPAC), órgão de preservação histórica vinculado ao Governo do estado da Bahia.